# Cicatriz

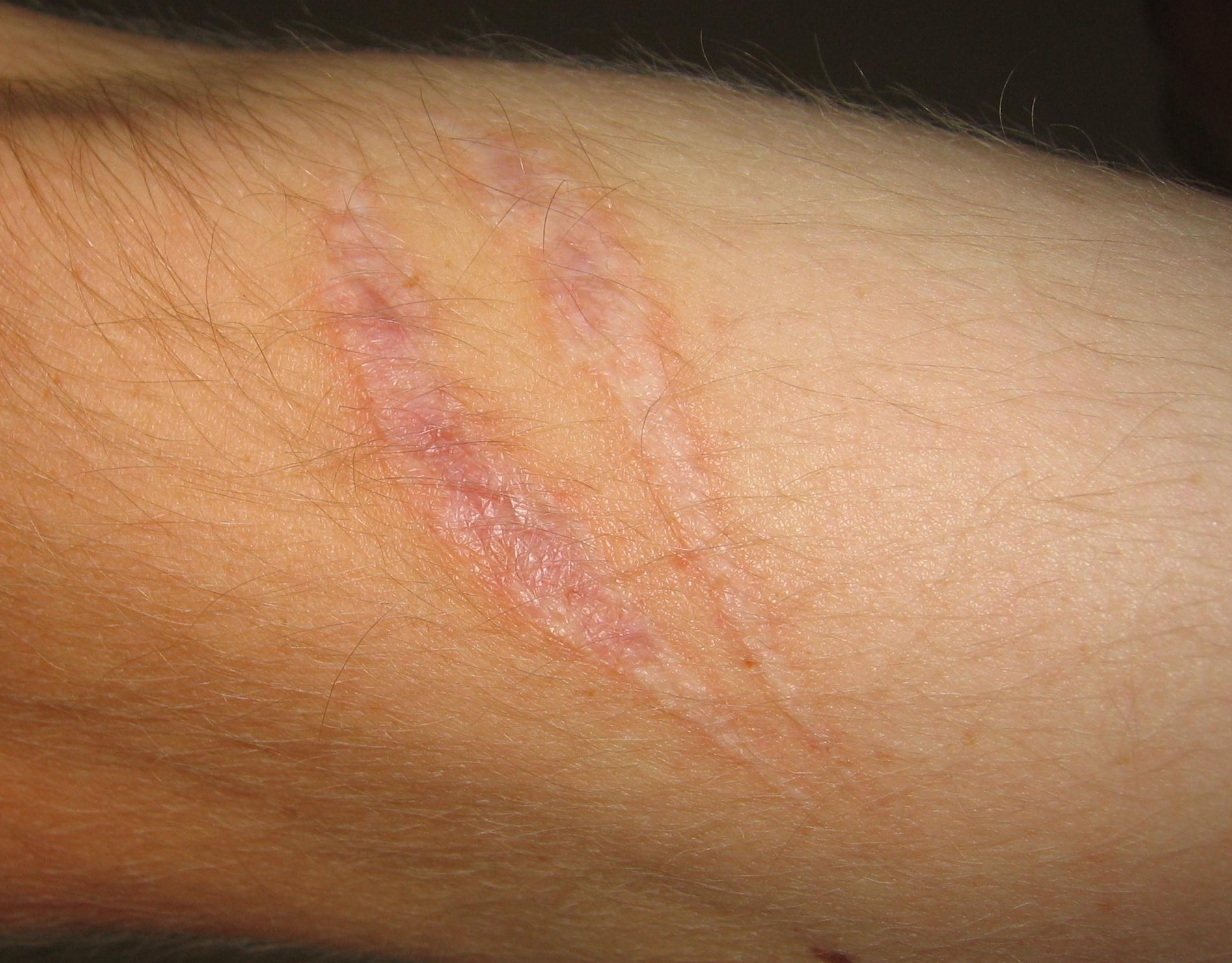
Brazo con una cicatriz visible.

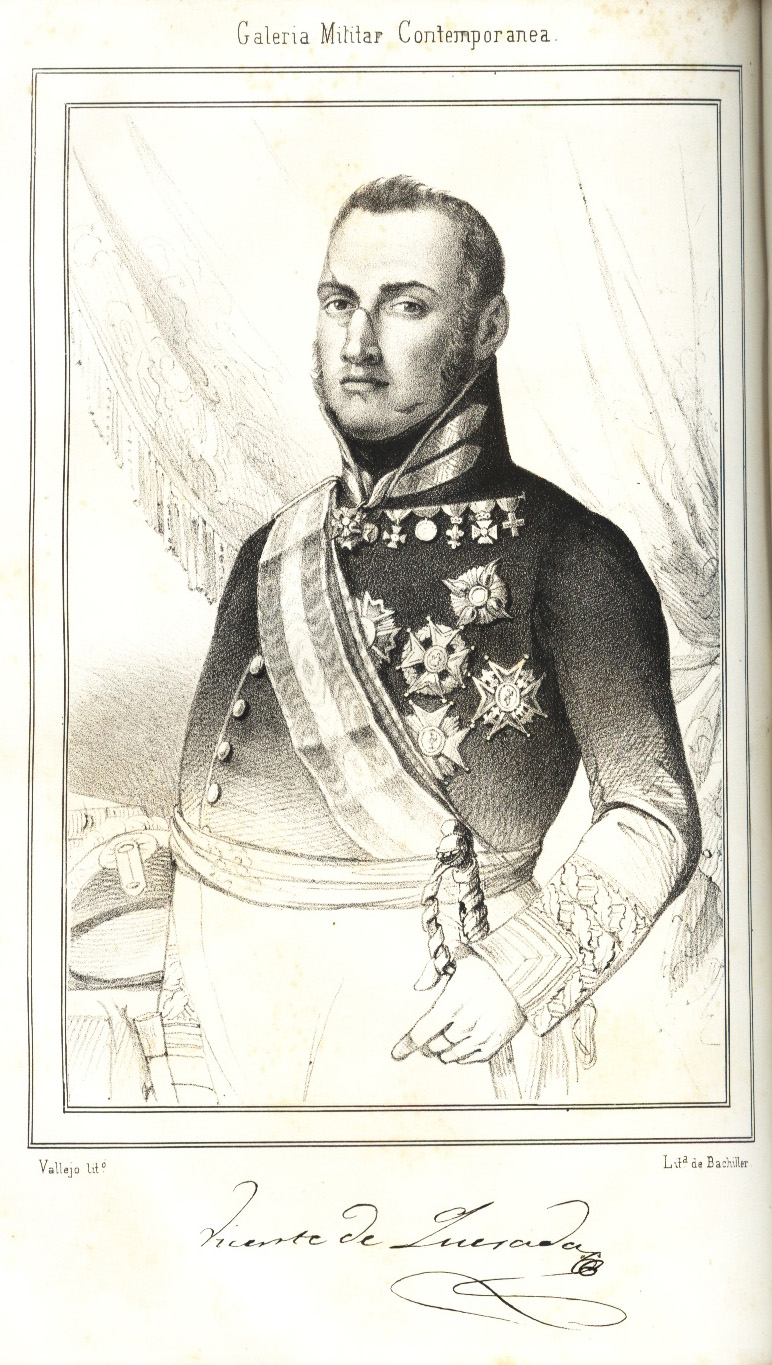
Retrato del militar español Vicente de Quesada, quien sufrió numerosas heridas combatiendo en la invasión francesa de España (1808-1814) que le dejarían unas notables cicatrices.

Una cicatriz aparece cuando el tejido epitelial se desgarra (y no porque se corte). La restitución del tejido conectivo se efectúa mediante el crecimiento de fibroblastos jóvenes; entonces el espacio dejado por la herida se «tapa» con tejido fibrilar (con características similares al que forma los músculos), de ahí que la cicatriz tenga una textura distinta a la piel. Algunas evidencias sugieren que ciertos fibroblastos (los miofibroblastos) están en condiciones de contraerse y así desempeñar un papel en la contracción de la herida.
De esta manera, una cicatriz es una alteración permanente de la apariencia dérmica consecutiva al daño y a la reparación colagenosa de esta.

## Cicatrización

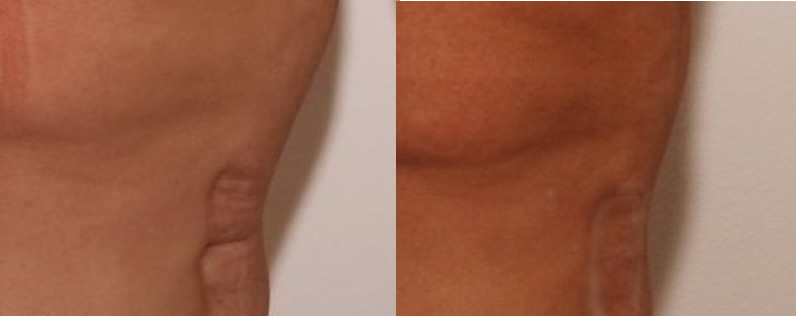
Lipofilling para la corrección de cicatrices quirúrgicas

Existen tres etapas para la cicatrización:
1. Inflamatoria: con aumento de la vascularización, la llegada de células inflamatorias y plaquetas, con la formación del tapón y la costra superficial.
2. Proliferativa: donde se produce la acumulación de fibrina y colágeno, comenzando así a formarse la regeneración y tensión de la herida. Las mismas fibras serán las encargadas al final de esta fase de tensar los bordes de la herida. Esta tensión resulta contraproducente porque limita la posterior función.
3. Remodelación: comienza aproximadamente al mes y se prolonga a un año o más, en la que se produce la reabsorción del colágeno, limitándose a mantener solo las fibras que se encuentran en relación con la línea de la herida.
Las cicatrices pueden formarse por muchas razones diferentes: pueden ser resultado de infecciones, cirugía, lesiones o inflamación del tejido. Pueden aparecer en cualquier parte del cuerpo. Su composición varía, por lo que la apariencia puede ser plana, abultada, hundida o coloreada, como también puede ocurrir que duelan o provoquen picazón. El aspecto final de una cicatriz depende de muchos factores, incluido el tipo de piel y la localización en el cuerpo, la dirección de la herida, el tipo de lesión, la edad de la persona que tiene la cicatriz y su estado nutricional.
El procedimiento dermatológico específico para reducir una cicatriz será determinado por un médico basándose en lo siguiente: 
- Su edad, su estado general de salud y su historia médica.
- La gravedad de la cicatriz.
- El tipo de cicatriz.
- Su tolerancia a ciertos medicamentos, procedimientos o terapias.
- Las expectativas para la trayectoria de la condición.
- Su opinión o preferencia.

Las cicatrices suelen desaparecer con el tiempo. Mientras se curan, se puede utilizar maquillaje para cubrirlas. Existen determinadas técnicas dermatológicas que ayudan a hacer menos visibles las cicatrices. No obstante, el tratamiento solo mejora la apariencia de la cicatriz, pero no la borra por completo.

## Tipos de cicatrices
Se pueden clasificar distintos tipos de cicatriz dependiendo de su composición, especialmente con la cantidad  de colágeno.
- Cicatriz hipertrófica: se produce cuando el cuerpo sobreproduce colágeno. Como resultado, la cicatriz excede la piel.
- Queloide: es una cicatrización excesiva más seria que la cicatriz hipertrófica, puesto que pueden crecer indefinidamente hasta alcanzar la forma de neoplasia tumoral (benigna).
- Cicatriz atrófica: se produce cuando el cuerpo tiene un defecto de colágeno. Tiene una apariencia frágil y fina, como de papel de fumar. Está asociada a distintas enfermadades del tejido conjuntivo, como el Ehlers-Danlos.
- Estría: las estrías son otra forma de cicatrización. Suelen producirse al estirarse la piel de manera muy rápida. Por ejemplo, durante el embarazo, el crecimiento adolescente, la pérdida o aumento de grasa repentina. etc.